# Dacia SupeRNova
Dacia SupeRNova — п'ятидверний ліфтбек B Класу, що вироблявся румунською компанією Dacia з 2000 по 2003 роки.

## Опис моделі

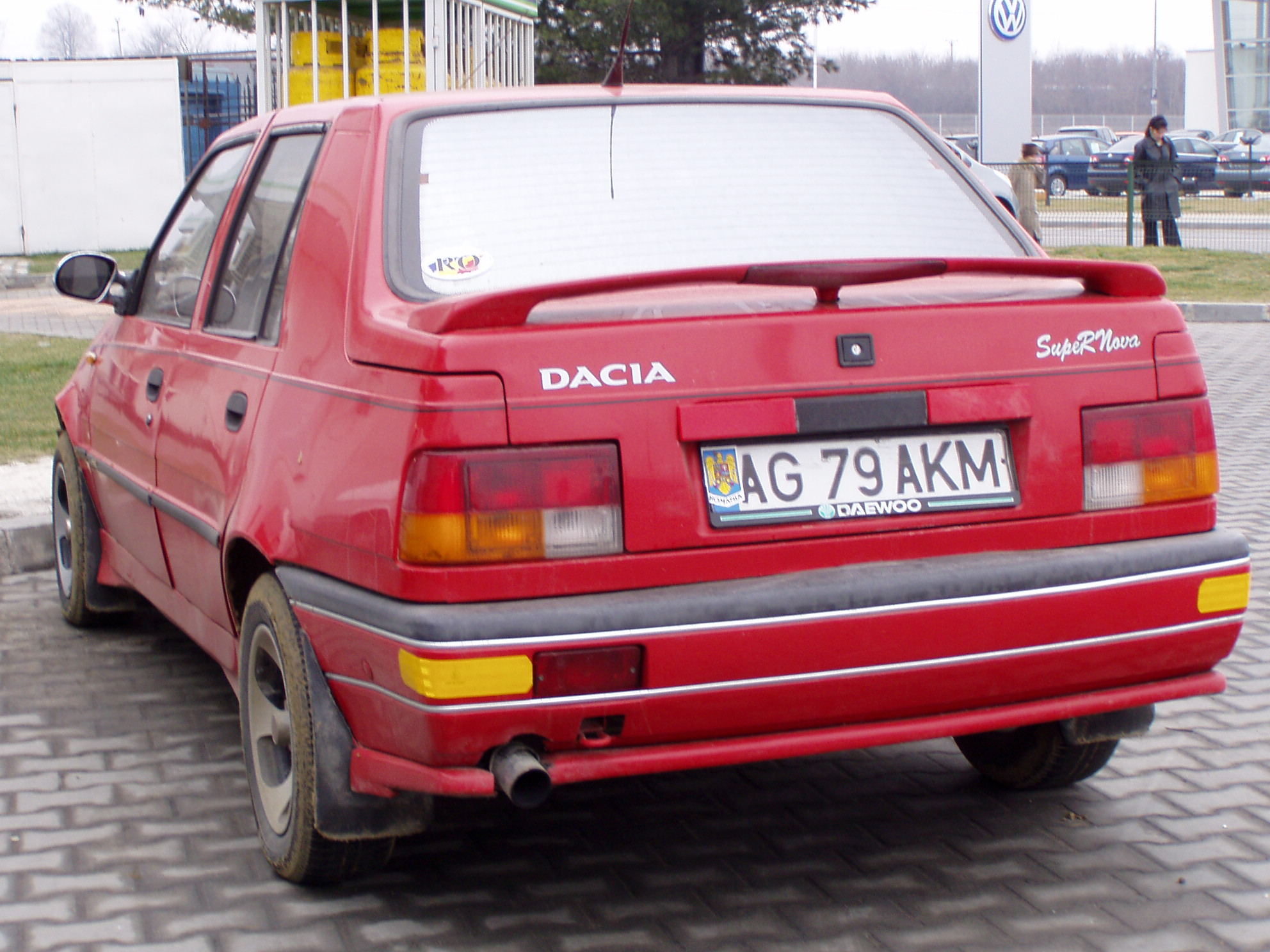
Dacia SupeRNova

Повномасштабне виробництво Dacia SupeRNova розпочалося в 2000 році в Румунії в передмісті Пітешті. Автомобіль прийшов на заміну моделі Dacia Nova. Dacia SupeRNova комплектувалась бензиновим двигуном  E7J 1,4 MPI потужністю 75 к.с. Двигун комплектувався 5 ступеневою механічною коробкою передач. Двигуни та коробки передач поставлялися компанією Renault
Dacia SupeRNova пропонувалась у наступних комплектаціях: Europa, Confort, Rapsodie, топ версії Clima і спеціальній серії Campus. 
В березні 2003 року виробництво Dacia SupeRNova припинили, замінивши її новою моделлю моделлю Dacia Solenza.

## Двигуни
| Модель            | Об'єм    | Клапани | Потужність       | Крутний момент | 0-100 км/год | Максимальна швидкість км/год | Витрати пального | Роки випуску |
| ----------------- | -------- | ------- | ---------------- | -------------- | ------------ | ---------------------------- | ---------------- | ------------ |
| Бензиновий двигун |          |         |                  |                |              |                              |                  |              |
| E7J 1.4 MPI       | 1390 см3 | 8 SOHC  | 75 к.с. (55 кВт) | 114            | 13.0 с       | 162                          | 5.6-8.3 л/100 км | 2000-2003    |